# Полуян, Иван Васильевич
Иван Васильевич Полуя́н (бел. Іван Васільевіч Палуян; род. 20 августа 1928) — белорусский советский историк, педагог. Доктор исторических наук (1981), профессор (1983).

## Биография
Родился в крестьянской семье в деревне Некрашевичи (ныне — Кореличский район, Гродненская область, Белоруссия). Окончил Минский педагогический институт (1951). В 1960 году защитил кандидатскую (Академии наук Белорусской ССР; «Революционное и национально-освободительное движение в Западной Белоруссиив 1929—1933 гг.»), а в 1981 году — докторскую диссертацию (Академии наук Белорусской ССР; «Технические кадры белорусской деревни и развитие сельского хозяйства республики на этапе зрелого социализма (1961—1980 гг.)»).
С 1959 года в Институте истории Академии наук Белорусской ССР — младший, затем старший научный сотрудник. С 1966 года — доцент, затем профессор Белорусского политехнического института. С 1985 года — заведующий кафедрой, профессор Белорусского технологического университета.

## Педагогическая деятельность
Подготовил 15 кандидатов наук и 2 докторов наук.
Преподавал на кафедре истории Белоруссии и политологии Белорусского государственного технологического университета политологию, историю Великой Отечественной войны советского народа, основы идеологии белорусского государства.

## Научная деятельность
Занимается исследованием вопросов белорусского национально-освободительного движения в Западной Белоруссии, истории крестьянства и аграрных преобразований в Белорусской ССР.